# Дечима (Болоња)
Дечима (итал. Decima) је насеље у Италији у округу Болоња, региону Емилија-Ромања.
Према процени из 2011. у насељу је живело 5181 становника. Насеље се налази на надморској висини од 18 м.